# Zapłodnienie pozaustrojowe

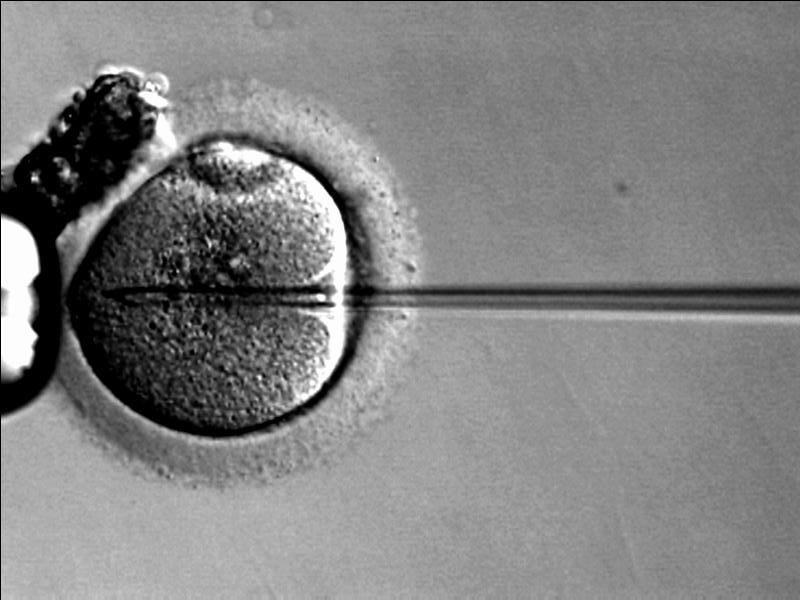
Wkłucie w oocyt podczas procedury ICSI

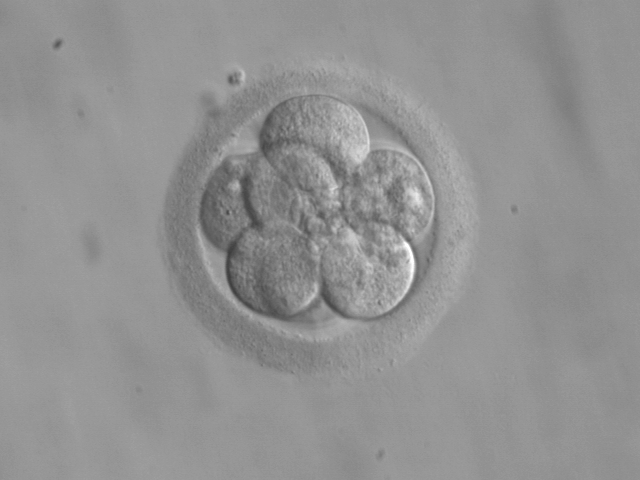
Embrion składający się z 8 komórek, gotowy do przeniesienia

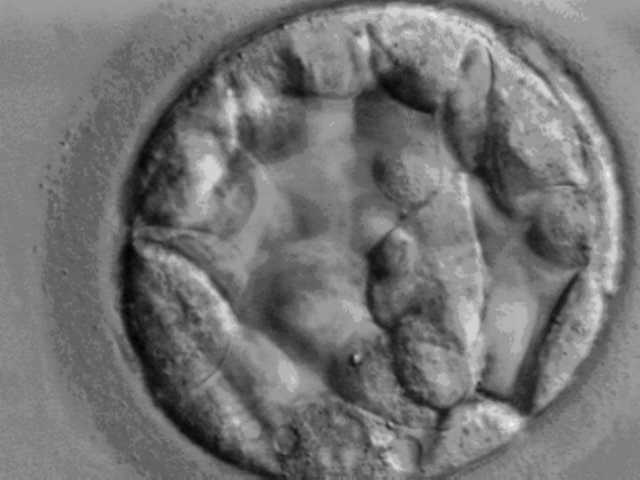
Blastocysta w piątym dniu po zapłodnieniu

Zapłodnienie pozaustrojowe, zapłodnienie in vitro (ang. in vitro fertilisation, IVF; łac. in vitro, dosł. „w szkle”) – laboratoryjna metoda zapłodnienia polegająca na połączeniu komórki jajowej i plemnika poza żeńskim układem rozrodczym. Zaliczana do technik rozrodu wspomaganego medycznie i metod leczenia niepłodności. W USA blisko 100% wspomaganych rozrodów dokonuje się przy użyciu zapłodnienia in vitro.
Jest metodą przeciwdziałania niepłodności, niezależnie od jej przyczyny.

## Charakterystyka
Technika polega na przeprowadzeniu hormonalnie sterowanego procesu owulacji, następnie na pobraniu komórek jajowych, które są łączone z męskimi komórkami rozrodczymi (plemnikami) w warunkach laboratoryjnych. Zarodki uzyskane w wyniku zapłodnienia są następnie umieszczane w macicy i jeśli dojdzie do zagnieżdżenia się, powstaje ciąża, która dalej przebiega w sposób naturalny. Zabieg przeprowadza się najczęściej u kobiet do 41 roku życia, ponieważ po 41 roku życia silnie zmniejsza się szansa urodzenia żywego dziecka, a jednocześnie wzrasta ryzyko związane z ciążą i porodem.
W 2010 Uniwersytet Medyczny Instytut Karolinska przyznał Nagrodę Nobla w dziedzinie medycyny i fizjologii za opracowanie metody zapłodnienia pozaustrojowego. Nagrodę otrzymał brytyjski biolog Robert Geoffrey Edwards, który przy opracowaniu tej metody współpracował z ginekologiem Patrickiem Steptoe. Pierwszą osobą, która przyszła na świat w wyniku zastosowania tego zabiegu była Louise Brown, urodzona 25 lipca 1978 roku. W Polsce pierwszego zapłodnienia in vitro u człowieka dokonał Marian Szamatowicz z Kliniki Ginekologii Akademii Medycznej w Białymstoku (obecnie Uniwersytet Medyczny w Białymstoku) w 1987.
Zapłodnienie in vitro stosowane jest również w celu wywołania ciąży u innych gatunków ssaków.

## Wskazania
Próby zapłodnienia pozaustrojowego mogą być podejmowane w następujących przypadkach:
- niedrożnych jajowodów
- po usunięciu jajowodów
- niemożliwości znalezienia przyczyny, z powodu której przez dłuższy czas kobieta nie może zajść w ciążę (czas ten zależy od wieku oraz innych czynników)
- gdy inne, uprzednio zastosowane metody leczenia niepłodności (np. sztuczna inseminacja domaciczna) lub operacja ginekologiczna nie przyniosły oczekiwanego rezultatu
- ciężkiej postaci endometriozy
- obniżonej jakości nasienia u mężczyzny
- zaburzeń hormonalnych w cyklu miesiączkowym
- zaburzonego funkcjonowania jajników (np. zbyt szybkie przejście do okresu przekwitania)
- donacji komórki jajowej.

## Technika

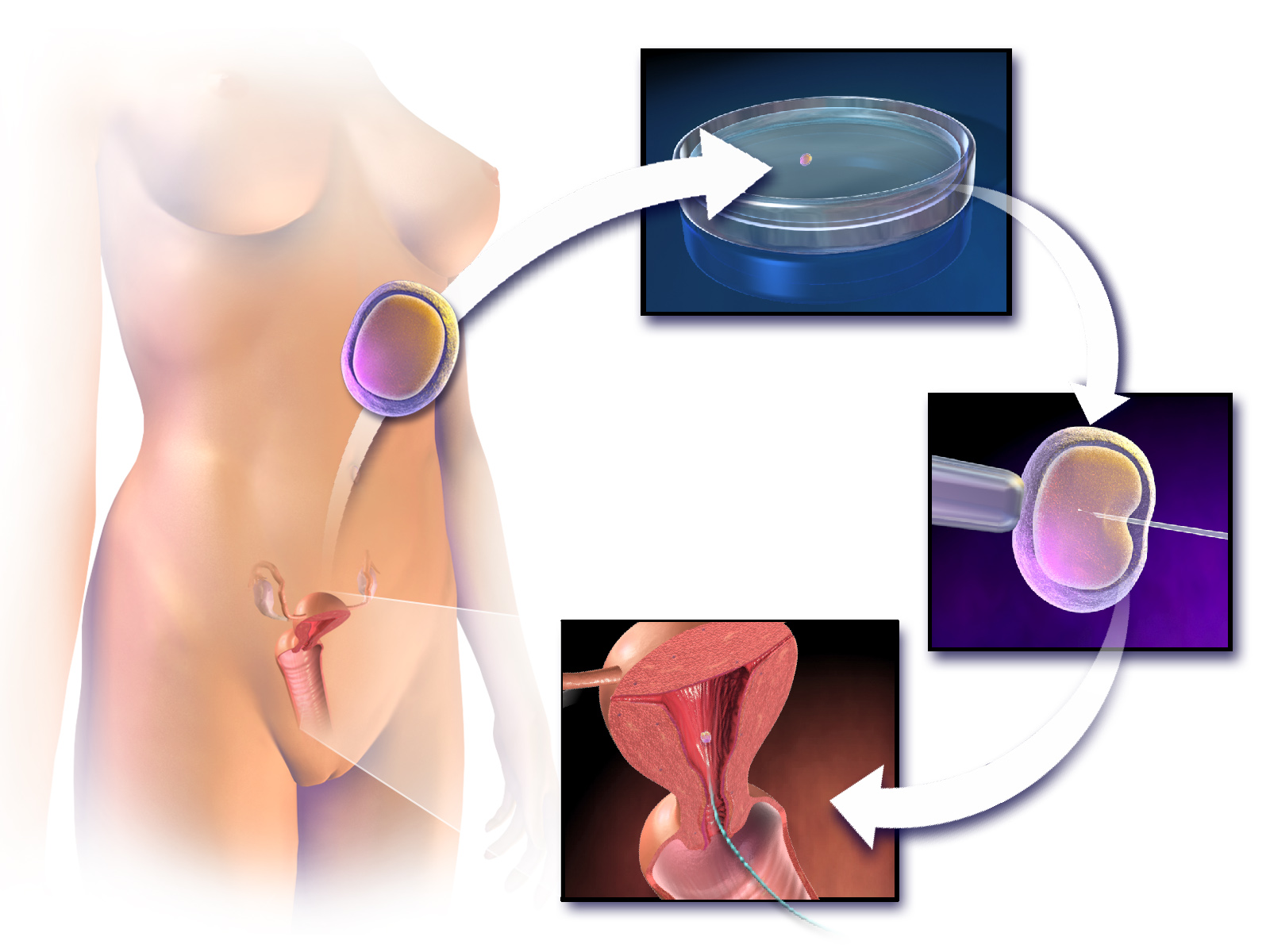
Uproszczony schemat zabiegu zapłodnienia pozaustrojowego

Metoda zapłodnienia pozaustrojowego składa się z 4 faz, które trwają łącznie około 4 tygodni:
- stymulacji hormonalnej w celu doprowadzenia komórek jajowych do dojrzewania
- pobrania dojrzałych komórek jajowych za pomocą punkcji
- przeprowadzenia zapłodnienia (połączenia) komórki jajowej z plemnikiem w warunkach laboratoryjnych (poza organizmem kobiety)
- umieszczenia zapłodnionych komórek jajowych (zarodków) w macicy, tzw. embriotransfer

### Stymulacja jajników
Pierwszą fazą procedury zapłodnienia in vitro jest kuracja hormonalna, której poddawana jest kobieta w celu wywołania jednoczesnego rozwoju wielu pęcherzyków Graafa w jajnikach, a co za tym idzie uzyskania wielu komórek jajowych w czasie jednego cyklu miesiączkowego. Z reguły po zastosowaniu kuracji hormonalnej dojrzewa jednocześnie 5 do 10 komórek jajowych zamiast jednej, jak ma to miejsce podczas normalnego cyklu miesiączkowego. Kuracja może być przeprowadzana na dwa sposoby w zależności od przyczyny.
Pierwszy sposób, zwany protokołem krótkim, polega na podawaniu od 1 dnia cyklu zastrzyków zawierających agonistę hormonu gonadoliberyny, co powoduje zablokowanie wydzielenia hormonów przez przysadkę mózgową i obniżenie stężenia estradiolu i progesteronu we krwi. Od 3 dnia cyklu podaje się również gonadotropiny, które powodują wzrost komórek jajowych. Po osiągnięciu przez nie właściwej wielkości podaje się jednorazowo gonadotropinę kosmówkową, co kończy etap owulacji. Wielkość komórek jajowych, jak również poziomy hormonów we krwi, są w czasie kuracji monitorowane przez lekarza. Wielkość pęcherzyków z komórkami jajowymi ocenia się podczas echografii przeprowadzanej przez pochwę, zaś poziom hormonów (estradiolu) oznacza się we krwi pobranej od pacjentki. W zależności od uzyskanych rezultatów lekarz może dopasować kurację hormonalną, ponieważ nie można z góry przewidzieć, jak jajniki zareagują na stymulację hormonalną FSH.

### Pobranie komórek jajowych
Kiedy rozwój komórek jajowych zostanie zakończony, podaje się gonadotropinę kosmówkową, która wywołuje owulację w ciągu około 42 godzin od podania. Przed momentem owulacji lekarz wykonuje zabieg pobrania komórek. Jest to stosunkowo krótki zabieg, wykonywany obecnie w znieczuleniu miejscowym, w czasie zabiegu kobieta siedzi w fotelu ginekologicznym. Dawniej komórki pobierało się w znieczuleniu ogólnym, za pomocą laparoskopii. Znieczulenie ogólne (obecnie rzadko konieczne) zawsze wymaga przeprowadzenia zabiegu w sali operacyjnej. Zabieg wykonywany jest za pomocą punkcji, igłą przez sklepienie pochwy pod kontrolą USG. Polega na nakłuciu jajnika i pobraniu płynu z wnętrza pęcherzyków Graafa razem z komórkami jajowymi. Punkcja trwa około 15 minut. Pobrane komórki jajowe przechowuje się w specjalnym płynie. W tym samym czasie mężczyzna oddaje świeże nasienie zawierające plemniki. Nasienie zostaje w odpowiedni sposób przygotowane do zapłodnienia w warunkach laboratoryjnych (chodzi o uzyskanie jak największej liczby ruchliwych plemników).
Po dokonaniu punkcji komórek jajowych kobiecie ponownie podaje się hormony, aby przygotować śluzówkę macicy na przyjęcie zarodka (progesteron w postaci globulek dopochwowych lub hCG w postaci iniekcji).

### Zapłodnienie komórek
Po uzyskaniu komórek rozrodczych żeńskich i męskich są one przygotowywane do zapłodnienia, m.in. usuwa się dodatkowe komórki z otoczenia komórki jajowej. Plemniki izoluje się z płynu nasienia i przeprowadza ich selekcję pod względem prawidłowości budowy. Klasyczne zapłodnienie in vitro polega na umieszczeniu komórek jajowych w płynie zawierającym plemniki, w proporcjach około 75000:1, na około 18 godzin. Po tym okresie (najczęściej w drugim dniu po punkcji) większość komórek jajowych ulegnie zapłodnieniu i przebiegną u nich pierwsze podziały komórkowe.
W wypadku gorszych wyników badań nasienia (np. nieprawidłowa liczba, budowa i ruchliwość plemników) wykonuje się zapłodnienie metodą ICSI (intracytoplasmic sperm injection, docytoplazmatyczne podanie plemnika), polegającą na wprowadzeniu do komórki jajowej pojedynczego plemnika przy użyciu specjalnych igieł, mikromanipulatorów i mikroskopu. Obecnie oprócz metody ICSI stosuje się również nową metodę IMSI (intracytoplasmic morphologically selected sperm injection, docytoplazmatyczne podanie wyselekcjonowanych morfologicznie plemników), polegającą na selekcji komórek plemnikowych przed przystąpieniem do procedury zapłodnienia in vitro. Technika ta opracowana została przez izraelską klinikę Meir Hospital pod kierownictwem prof. Bartoov, i polega na wykorzystaniu do selekcji plemników mikroskopu optycznego z cyfrowym torem obrazowym, pozwalającego oglądać plemniki na ekranie monitora w powiększeniu rzędu 6000 razy (zwykle stosuje się powiększenie około 400 razy). W Polsce metodę wdrożyli Krzysztof Grettka i Mariusz Kiecka.
Po zapłodnieniu zygoty umieszcza się w specjalnym inkubatorze, zapewniającym warunki do rozwoju zarodka. Po 2–5 dniach od pobrania, gdy doszło do połączenia komórki jajowej z plemnikiem i zarodek składa się z sześciu do ośmiu komórek, przeprowadza się transfer do macicy kobiety.

### Diagnostyka preimplantacyjna
Diagnostykę preimplantacyjną stosuje się w celu uniknięcia wad wrodzonych u dzieci, u których może istnieć ryzyko ich dziedziczenia, a także w czasie procedury in vitro u kobiet powyżej 35 lub 40 roku życia. Badania preimplantacyjne polegają na sprawdzaniu materiału genetycznego komórek jajowych lub komórek zarodka w celu wykrycia anomalii genetycznych – aneuploidii lub mutacji. Umożliwia to wybranie do embriotransferu zarodków nieposiadających wad kodu genetycznego. W czasie typowej procedury in vitro badania genetyczne nie są stosowane.
Diagnostykę preimplantacyjną stosuje się także dlatego, że wystąpienie u zarodków np. zespołu Edwardsa czy Turnera często jest przyczyną poronień. Wraz z udoskonalaniem metod testujących genetyczne zdrowie zarodków, wysuwane są postulaty upowszechnienia tej procedury, by jedynie zarodki z pełnym zestawem 46 chromosomów wybierać do implantacji. Metody testujące genetyczne zdrowie zarodków są udoskonalane, co może umożliwić w przyszłości bardziej powszechne stosowanie tych badań. Może się to przyczynić do zwiększenia skuteczności zapłodnienia pozaustrojowego.

### Przeniesienie zarodków do macicy
Bez względu na metodę zapłodnienia, po kilku dniach hodowli wybrane, najlepiej rozwijające się zarodki umieszcza się w macicy. Zabieg ten nazywany jest embriotransferem, jest krótki i nie wymaga znieczulenia.
Umieszczenie zarodka w macicy odbywa się przez specjalną rurkę i jest praktycznie bezbolesne. Standardowo przenoszony jest jeden lub dwa zarodki. Po dokonaniu embriotransferu kobieta przyjmuje czasami przez kilka dni progesteron w celu zwiększenia szansy na zagnieżdżenie się zarodka. Kobieta może wykonywać codzienne czynności bez obawy, że zarodek zostanie wypchnięty z macicy. Doradza się, aby przez następnych kilka dni (tydzień) kobieta unikała stosunku płciowego i orgazmu, aby uniknąć skurczy macicy, pomimo że nie ma dowodów naukowych, że mogą one mieć negatywny wpływ na proces zagnieżdżania się. Jeżeli po embriotransferze pojawi się krwawienie, kobieta powinna skontaktować się z lekarzem. Po dwóch tygodniach, w 15. dniu po przeniesieniu zarodka do macicy, można wykonać test ciążowy. W przypadku, gdy test dał pozytywny wynik, zostaje wykonane badanie ultrasonograficzne, aby sprawdzić, ile zarodków zagnieździło się w macicy i czy istnieje „praca serca”. Mogą zostać również wykonane badania prenatalne. Jeżeli wynik testu ciążowego jest negatywny lub pojawiło się krwawienie miesiączkowe (może być opóźnione ze względu na uprzednio stosowane leki hormonalne), to pacjentka rozważa w rozmowie z ginekologiem ewentualne dalsze zabiegi.
Jeżeli podczas metody IVF powstało więcej zarodków, niż zostało przeniesionych do macicy, to pozostałe zarodki, o ile są dobrej jakości, można ewentualnie poddać zamrożeniu i przechowywać, najczęściej do 5 lat. Nie przechowuje się zarodków, jeżeli u jednego z partnerów występuje choroba zakaźna, np. AIDS lub wirusowe zapalenie wątroby. Zarodkom nie zawsze udaje się przeżyć proces zamrażania i rozmrażania.
Obecnie na całym świecie techniki wspomaganego rozrodu starają się osiągnąć jak największą skuteczność w uzyskaniu nie tylko ciąż biologicznych, ale też prawidłowych urodzeń. Najlepsze światowe kliniki uzyskują skuteczność w wysokości 30-40%. Według wyników prac grupy specjalistów z Reproductive Medicine Associates z New Jersey w USA, ogłoszonych jesienią 2010, procent ten być może będzie można dwukrotnie podnieść dzięki zastosowaniu zaawansowanej diagnostyki preimplantacyjnej pozwalającej wykryć i wybrać zarodki ludzkie pozbawione wad genetycznych. Wady te, takie jak zespół Turnera czy zespół Edwardsa, są bowiem przyczyną siedmiu na osiem niedonoszonych ciąż pochodzących z zapłodnienia pozaustrojowego.

## Krioprezerwacja zarodków
Krioprezerwacja zarodków, czyli przechowywanie ich w ujemnych temperaturach, polega na umieszczeniu zarodków w pojemniku z ciekłym azotem, w temperaturze około -196 °C. Pozwala to na przechowywanie zarodków przez dłuższy czas w celu ich późniejszego przeniesienia do macicy i uzyskania ciąży.
Krioprezerwację stosuje się w wypadku gdy w trakcie procedury in vitro uzyskano więcej zarodków, niż potrzebne jest do pojedynczego cyklu zapłodnienia, lub gdy kobieta nie jest w stanie przystąpić do zabiegu przeniesienia zarodków do macicy (embriotransferu) np. z powodu wystąpienia hiperstymulacji jajników. Powodem stosowania krioprezerwacji jest też dążenie do uniknięcia ciąży mnogiej wynikającej z transferu większej ilości zarodków, oraz dążenie do zminimalizowania obciążenia organizmu kobiety cyklami stymulacji hormonalnej. Przechowywanie zarodków stosuje się też, gdyż z powodu średnio 20% prawdopodobieństwa udanej ciąży w wielu przypadkach potrzebne jest powtórzenie procedury transferu zarodków do macicy.
Zarodki mogą być przechowywane w niskich temperaturach przez wiele lat. Badania nie wykazały pogarszania się jakości zarodków związanego z czasem ich przechowywania. Po przywróceniu zarodków do normalnej temperatury +20 °C, około 65 – 70% z nich wykazuje pełne przywrócenie funkcjonowania większości komórek, u około 10% funkcje komórkowe powracają częściowo, a około 20-25% nie wykazuje funkcji życiowych komórek. Badania nie wykazały wpływu zamrażania zarodków na występowanie powikłań ciąży lub wad wrodzonych u dzieci. Waga urodzeniowa dzieci pochodzących z zapłodnienia zamrażanym zarodkiem jest średnio nieco większa niż dzieci pochodzących z typowego zapłodnienia in vitro.

## Wyniki
Prawdopodobieństwo udanego zapłodnienia in vitro zależne jest w największym stopniu od wieku przyszłej matki. We Francji 40% zabiegów kończy się urodzeniem żywego potomstwa, a w Holandii – 20%. W USA stosując ICSI, cel osiąga się w 33,9% przypadków, a stosując inne metody w 33,6% (przy użyciu oocytów dawcy ten odsetek wynosi 55,1% w przypadku niezamrożenia zarodka i 33,8% w odwrotnej sytuacji).
W Wielkiej Brytanii w 2006 roku odsetki udanych procedur, zakończonych urodzeniem dziecka, w zależności od wieku kobiety kształtowały się następująco:
| Grupa wiekowa kobiet | Procent udanych urodzeń |
| -------------------- | ----------------------- |
| < 35                 | 28,6%                   |
| 35–37                | 25,7%                   |
| 38–39                | 17,2%                   |
| 40–42                | 10,6%                   |
| 43–44                | 4,9%                    |
| > 44                 | 0,8%                    |

W USA w 2010 roku odsetki udanych procedur, zakończonych urodzeniem dziecka, w zależności od wieku kobiety kształtowały się następująco:
|                        | <35  | 35-37 | 38-40 | 41-42 |
| ---------------------- | ---- | ----- | ----- | ----- |
| Odsetek ciąż           | 47,7 | 38,8  | 29,9  | 20,1  |
| Odsetek żywych urodzeń | 41,7 | 31,9  | 22,1  | 12,5  |

W USA częstszy niż w innych krajach sukces IVF wynika z większej dopuszczalnej ilości transferowanych zarodków.
W 2012 roku dokonano przeglądu systematycznego 64 badań, z którego wynikło, że szanse na zajście w ciążę są o 30% wyższe, jeśli wszystkie zarodki są zamrożone.
W Holandii w przypadku zastosowania 3 zabiegów szansa na zostanie rodzicem wynosi 40–50%. Około połowy par, które zdecydowały się na tę technikę wspomaganego rozrodu, nie doczekuje się potomka.
Liczba przeprowadzanych procedur in vitro u pojedynczej kobiety jest indywidualna. Przyjmuje się, że 3 do 6 zabiegów to liczba najbardziej odpowiednia, albowiem w przeciwnym wypadku dochodzi do zbytniego obciążenia fizycznego i psychicznego kobiety, ale także jej partnera. Granica wieku kobiety, do którego wykonuje się próby zapłodnienia pozaustrojowego wynosi w Holandii 43 lata.
Szacuje się, że w 2008 roku w Polsce 1,5% (ponad 4100) dzieci urodziło się dzięki zastosowaniu techniki zapłodnienia pozaustrojowego (w przeliczeniu na 300 000 żywych urodzeń według GUS), w Holandii 2%. W Polsce nie prowadzi się centralnych statystyk powodzenia zabiegów in vitro. Dane uzyskiwane przez poszczególne kliniki są zwykle udostępniane osobno, co umożliwia porównanie. Nie prowadzi się również refundacji zapłodnienia pozaustrojowego. Jeden cykl zapłodnienia pozaustrojowego kosztuje w Polsce średnio 8–10 tys. zł.
Większą efektywność zapłodnienia pozaustrojowego może przynieść przyspieszanie dojrzewania komórek jajowych.

## Powikłania

### Powikłania u kobiety
W trakcie stosowania kuracji hormonalnej przed zapłodnieniem in vitro istnieje możliwość rozwoju zespołu hiperstymulacji jajników. Prawdopodobieństwo wystąpienia tego zaburzenia o ciężkim przebiegu wynosi 0,6%. Stosowane leki mogą powodować powstanie torbieli jajnika u kobiet ze skłonnościami do takich zaburzeń lub krótkotrwale zwiększyć ryzyko chorób nowotworowych. Inne możliwe, krótkoterminowe komplikacje obejmują: bardzo niskie ryzyko infekcji lub krwawienia, które są związane z wykonaniem zabiegu.
Nie zbadano do tej pory wszystkich możliwych długoterminowych skutków ubocznych terapii hormonalnej, chociaż technika zapłodnienia pozaustrojowego jest stosowana rutynowo już od lat 80. XX wieku. Naukowcy nie wykazali znaczącego wpływu stymulacji hormonalnej przed in vitro na zwiększenie ryzyka raka piersi lub raka jajnika, jednak zaznaczyli, że mała grupa kobiet, na których przeprowadzono badania oraz krótki czas jego trwania utrudniają wyciągnięcie wniosków. Naukowcy wskazali na potrzebę przeprowadzenia długoterminowych badań na dużych grupach kobiet.

### Powikłania ciąży
Głównym powikłaniem ciąży wywołanej in vitro jest ryzyko ciąży bliźniaczej i mnogiej. Wynika to z praktyki umieszczania dwóch i większej ilości zarodków w czasie transferu do macicy. Ryzyko poronienia po zapłodnieniu pozaustrojowym jest podobne do ryzyka po zapłodnieniu naturalnym lub według innych źródeł zwiększone o około 25%. Ryzyko wewnątrzmacicznego obumarcia płodu zwiększone jest z 0,37% do 1,62%. W niektórych krajach wprowadzono ograniczenia w ilości transferowanych zarodków do dwóch. Metaanaliza 15 niezależnych badań naukowych wykazała 2 razy większą śmiertelność noworodków poczętych w in vitro niż poczętych w sposób naturalny.
W wyniku większego odsetka ciąż mnogich przy zastosowaniu zapłodnienia in vitro, częściej występują też objawy i zaburzenia u noworodków charakterystyczne dla ciąży mnogiej – dzieci urodzone w wyniku zapłodnienia pozaustrojowego mają statystycznie mniejszą wagę urodzeniową w porównaniu z innymi dziećmi o około 90 gramów, nieco większe jest też ryzyko wystąpienia mózgowego porażenia dziecięcego. Prawdopodobieństwo wystąpienia tego powikłania u bliźniąt pochodzących z zapłodnienia in vitro jest takie samo jak u bliźniąt pochodzących z naturalnego zapłodnienia (wynosi 0,56%). Przy ciąży pojedynczej ryzyko występujące przy zapłodnieniu in vitro jest nieco większe niż przy ciąży naturalnej (wynosi odpowiednio 0,35 i 0,25%).
Inne powikłania ciąży występujące nieco częściej przy in vitro to łożysko przodujące i ciąża ektopowa – szczególnie w przypadku uszkodzonych lub niedrożnych jajowodów.

### Wady wrodzone
Niektóre badania naukowe potwierdzają zwiększoną możliwość wystąpienia wad wrodzonych u dzieci pochodzących z zapłodnienia in vitro, istnieją jednak również prace badawcze, które nie odnotowały tych zagrożeń, nieznana jest też przyczyna ewentualnego ryzyka. Część badań tłumaczy go czynnikami epigenetycznymi. Niektóre badania wskazują wzrost częstości występowania różnego typu wad wrodzonych przy IVF w porównaniu do naturalnych urodzeń (z 4,4% do 6,2% lub z 2-3% do 4,2%, w zależności od badań). Istnieją badania wskazujące, że u dzieci urodzonych dzięki tej metodzie występuje wzrost częstości występowania zespołu Beckwitha-Wiedemanna z 0,0028% (w całej populacji) do 0,025%.
Według niektórych badań rozwój psychofizyczny dzieci urodzonych dzięki in vitro jest prawidłowy.

## Aspekty psychologiczne i społeczne
Wykazano związek pomiędzy stresem, zaburzeniami lękowymi i depresją a gorszymi wynikami zapłodnienia pozaustrojowego. Zastosowanie wsparcia psychologicznego poprawia wyniki.
Zabieg zapłodnienia pozaustrojowego jest często odczuwany przez kobietę i jej partnera jako trudny emocjonalnie i fizycznie. Intensywne badania lekarskie kosztują dużo czasu i energii. Chętni nierzadko zostają skonfrontowani z koniecznością oczekiwania na zabieg w kolejce, kosztami finansowymi oraz nieprzychylnymi reakcjami otoczenia. Częsta nieobecność w miejscu pracy może być źródłem stresu i nieporozumień z przełożonymi i współpracownikami. Zewnętrzny wpływ na życie seksualne pary i całkowite skupienie się kobiety na zakończeniu powodzeniem zabiegu IVF i spełnieniu oczekiwań macierzyńskich może mieć niekorzystny wpływ na związek partnerski, co wynika z gorszego radzenia sobie z innymi problemami oraz z różnic u partnerów w podejściu do IVF.
Prawie 20% par rezygnuje z dalszych prób, gdy pierwszy zabieg IVF nie powiódł się. Oczekiwanie na ciążę po dokonaniu embriotransferu oraz obawę przed ewentualnym niepowodzeniem kobiety odbierają jako najtrudniejszy etap w procesie zapłodnienia pozaustrojowego. Kobiecie doradza się nawiązanie kontaktu z innymi kobietami znajdującymi się w podobnej sytuacji, rozmowy z partnerem, lekarzem, rodziną i przyjaciółmi. Dobry kontakt z partnerem i wsparcie emocjonalne ze strony partnera, rodziny, przyjaciół, otoczenia oraz personelu medycznego, a także dostarczenie pacjentce szerokich informacji na temat techniki zapłodnienia pozaustrojowego – pomagają jej poradzić sobie ze stresem i przebrnąć przez zabieg zapłodnienia pozaustrojowego.
Badania naukowe potwierdziły konieczność udzielania przez personel medyczny wsparcia partnerom z problemem niepłodności w radzeniu sobie z tym problemem, a nie tylko na skupianiu się na leczeniu niepłodności. Niepłodność jest czynnikiem stresującym, albowiem partnerzy mają tylko niewielki wpływ na zaistniałą sytuację, sam zabieg może wywoływać lęk, a jego nieprzewidywalny rezultat wywoływać poczucie depresji. Zmniejszenie stresu podczas prób zapłodnienia in vitro ma nie tylko korzystny wpływ na zdrowie partnerów, ale także zwiększa szansę na pozytywny wynik zabiegów medycznych. Także należy zwrócić uwagę na emocjonalne aspekty nieudanych prób zapłodnienia pozaustrojowego, które u znaczącej grupy kobiet powodują nasilenie negatywnych emocji i wymagają wsparcia psychologicznego. Personel medyczny powinien zawczasu przygotować partnerów emocjonalnie na ewentualne niepowodzenie prób zapłodnienia pozaustrojowego i zaakceptowanie stanu bezdzietności.

## Wybitni pacjenci proceduryin vitro
W 2018 Michelle Obama oświadczyła, że dzieci, które ma z Barackiem Obamą, urodziły się w wyniku procedury in vitro.

## Prawo międzynarodowe
Konwencja o prawach człowieka i biomedycynie w art. 18 głosi Jeśli prawo zezwala na przeprowadzanie badań na embrionach in vitro, powinno ono zapewnić należytą ochronę tych embrionów. Zakazane jest tworzenie ludzkich embrionów dla celów naukowych. Art. 21 zabrania czerpania zysku z ciała ludzkiego lub jego części.
Karta praw podstawowych w art. 3 zakazuje praktyk eugenicznych, zwłaszcza mających na celu selekcję osób oraz klonowania reprodukcyjnego.

## Prawo w Polsce
Ustawa o leczeniu niepłodności dopuszcza w celu medycznie wspomaganej prokreacji zapłodnienie pozaustrojowe najwyżej 6 komórek rozrodczych, chyba że wiek biorczyni lub wskazania medyczne wynikające z choroby współistniejącej z niepłodnością lub dwukrotnego nieskutecznego wcześniejszego leczenia metodą zapłodnienia pozaustrojowego uzasadniają zapłodnienie większej ich liczby. Wymaga to odnotowywania w dokumentacji medycznej (art. 9).
Zakazane są zwłaszcza:
- odpłatny obrót komórkami rozrodczymi lub zarodkami (art. 76 – 79)
- stosowanie preimplantacyje diagnostyki genetycznej w procedurze medycznie wspomaganej prokreacji ze wskazań innych niż medyczne, w tym w celu dokonania wyboru płci przyszłego dziecka, z wyjątkiem sytuacji, gdy wybór taki pozwala uniknąć ciężkiej, nieuleczalnej choroby dziedzicznej (art. 82),
- niszczenie zarodka zdolnego do prawidłowego rozwoju powstałego w wyniku medycznie wspomaganej prokreacji (art. 83),
- pobieranie komórek rozrodczych ze zwłok ludzkich (art. 84),
- tworzenie zarodka w innym celu niż prokreacja wspomagana medycznie (art. 85),
- tworzenie chimer lub hybryd ludzko-zwierzęcych (art. 86)
- klonowanie ludzi (art. 87)

## Stanowiska Kościołów i religii
Niektóre religie akceptują techniki zapłodnienia pozaustrojowego. Techniki te są natomiast w całości nieakceptowane przez Kościół rzymskokatolicki.

### Kościół katolicki
Kościół katolicki odrzuca zapłodnienie pozaustrojowe, popierając te zabiegi medyczne, które mają na celu wspieranie aktu małżeńskiego i jego płodności i zmierzające do uleczenia niepłodności u kobiety lub mężczyzny.
Metoda zapłodnienia in vitro w rozumieniu Kościoła nie jest leczeniem choroby bezpłodności, a jedynie jej objawów, w przeciwieństwie do terapii hormonalnej, zabiegów chirurgicznych lub zespołu działań znanego jako naprotechnologia. Sprzeciw Kościoła wynika z dwóch powodów etycznych. Po pierwsze, naruszenie naturalnego związku współżycia seksualnego pary małżeńskiej oraz prokreacji jest sprzeczne z katolicką etyką seksualną. Zdaniem Kościoła zapłodnienie in vitro umieszcza prokreację poza funkcją rodzicielską, osobową i biologiczną zarazem, ojca i matki. Dziecko w procedurze in vitro traktowane jest przedmiotowo i naruszana jest jego godność. Według Katechizmu Kościoła Katolickiego,
Techniki te praktykowane w ramach małżeństwa (sztuczna inseminacja i sztuczne zapłodnienie homologiczne) są być może mniej szkodliwe, jednakże pozostają one moralnie niedopuszczalne. Powodują oddzielenie aktu płciowego od aktu prokreacyjnego. Akt zapoczątkowujący istnienie dziecka przestaje być aktem, w którym dwie osoby oddają się sobie nawzajem. „Oddaje (on) życie i tożsamość embrionów w ręce lekarzy i biologów, wprowadza panowanie techniki nad pochodzeniem i przeznaczeniem osoby ludzkiej. Tego rodzaju panowanie samo w sobie sprzeciwia się godności i równości, które winny być uznawane zarówno w rodzicach, jak i w dzieciach”.
Drugim powodem sprzeciwu Kościoła katolickiego wobec in vitro jest częsta, według jego rozpoznania, praktyka niszczenia nieużytych w czasie embriotransferu zarodków, a także wykorzystywanie ich jako materiału biologicznego do innych działań medycznych, np. do uzyskiwania komórek macierzystych. Kościół uważa embrion za pełnoprawną osobę na równi z ludźmi dorosłymi, tłumacząc to faktem, że poczęcie człowieka jest jednoznaczne z otrzymaniem duszy nieśmiertelnej. Tomasz z Akwinu wykazywał, że dusza kształtuje zrodzenie i wzrost płodu. Do czasu, gdy poczęcie osiągnie formę doskonałą, w nasieniu ojca jest najpierw sama dusza wegetatywna, potem, w procesie, który prowadzi do poczęcia, ustępuje ona duszy, która jest i wegetatywna i zmysłowa. A następnie, gdy dojdzie do poczęcia człowieka, gdy osiągnie ono doskonałą, skończoną postać (forma perfecta), zastępuje ją dusza, stworzona bezpośrednio przez Boga, która jest jednocześnie wegetatywna i zmysłowa i rozumna.
Sprzeciw wobec in vitro z obydwu powyższych powodów wyrażał Jan Paweł II w encyklice Evangelium Vitae.
Kongregacja Nauki Wiary w instrukcji Dignitas personae (łac. Godność osoby, 8.09.2008 r.) zwróciła uwagę, że przy poczęciu dziecka in vitro embriony „nadliczbowe” są celowo porzucane lub niszczone. Według opinii Kongregacji dochodzi również do praktyk eugenicznych, czyli odrzucania embrionów z wadami. Według dokumentu, także w przypadku, gdy zarodki nie są niszczone, lecz poddaje się je zamrożeniu – nie wszystkie zarodki przeżywają ten zabieg – traktuje się je instrumentalnie, co jest wyrazem, braku szacunku wobec ich godności osoby ludzkiej. W ocenie kongregacji watykańskiej embriony ludzkie stają się w ten sposób ofiarą nieuporządkowanego pragnienia posiadania dziecka. Metody „in vitro” które mają służyć życiu, stwarzają jednocześnie możliwość nowych zamachów na życie.
Kościół katolicki uważa, że małżeństwa, które mimo prób leczenia pozostają niepłodne, powinny zaakceptować ten stan, włączając się jednocześnie w działania społeczne lub adoptując opuszczone dzieci.

### Kościół Ewangelicko-Augsburski
Kościół Ewangelicko-Augsburski w Polsce opowiada się za akceptacją metody IVF jako drogi leczenia niepłodności. Kościół luterański zaznacza przy tym, że sprzeciwia się tworzeniu i przechowywaniu zamrożonych zarodków nadliczbowych bez wyraźnego celu późniejszej implantacji do organizmu matki. Popiera on metodę zapłodnienia in vitro, rozumiejąc ją jako formę wspierania rodziny i odwołując się przy tym do biblijnego nakazu płodności.

### Kościół prawosławny
Kościół prawosławny nie opracował dokumentu, który spójnie odnosiłby się do sprawy zapłodnienia in vitro, ocenia ją jednak w oparciu o dokumenty wydane przez Cerkiew rosyjską i grecką. Duchowni prawosławni nie zalecają tej metody, są ją jednak skłonni zaakceptować w sytuacji, w której niepłodność zagraża kryzysem i rozpadem małżeństwa. Cerkiew nie wyraża również zgody na mrożenie dodatkowych zarodków.

### Świadkowie Jehowy
Świadkowie Jehowy uważają, że „chrześcijanie zobowiązani są przed Bogiem sami podjąć decyzję w tej kwestii, kierując się sumieniem wyszkolonym na Biblii i powinny wziąć pod uwagę wszystkie poważne konsekwencje związane z tą metodą”.
Biorą pod uwagę przechowywanie embrionów i kwestię tego, co zrobić z dodatkowymi zarodkami po zapłodnieniu in vitro. Uważają, że celowe usunięcie zarodka czy płodu (np. przy ciąży mnogiej), równałoby się aborcji, uważanej za równoznaczną z morderstwem. Jedno z innych zabronionych rozwiązań polega na tym, że komórki jajowe kobiety zostają zapłodnione nasieniem mężczyzny, który nie jest jej mężem czy też wszczepieniem embrionów powstałych z komórek jajowych zapłodnionych nasieniem jej męża, ale pochodzących od obcej dawczyni. Zabroniona jest też metoda „adopcji zarodków” — gdy zarodki umieszczane w ciele kobiety pochodzą od obcych dawców, a także metoda związaną z matką zastępczą. Jeżeli dana procedura in vitro wykorzystuje komórki jajowe i nasienie dwojga ludzi niezwiązanych ze sobą węzłem małżeńskim, jest to równoznaczne z zabronioną niemoralnością płciową.